# Thomas Bertels
Thomas Bertels (Geseke, 5 novembre 1986) è un allenatore di calcio ed ex calciatore tedesco, di ruolo centrocampista.

## Caratteristiche tecniche
Gioca come esterno sinistro, ed è in grado di giocare in ogni posizione delle fascia mancina.